# Dąb Jacka Kuronia
Dąb Jacka Kuronia – pomnikowy dąb szypułkowy rosnący w Białowieskim Parku Narodowym. Dawniej był nazwany Imperatorem Północy, ze względu na potężne rozmiary i to, że rośnie w północnej części Puszczy Białowieskiej. Od roku 2011 nosi obecną nazwę, ze względu na związki Jacka Kuronia z Puszczą Białowieską.
Obwód pnia drzewa na wysokości 130 cm od postawy wynosi 610 cm (według pomiarów z 2008 roku), wysokość drzewa wynosi 34,2 metrów. Pod względem obwodu pnia zajmuje obecnie czwarte miejsce wśród dębów rosnących na terenie BPN.
Wiek dębu szacowany jest przez Tomasza Niechodę na około 450 lat. W latach 80. wiek jego szacowano na ok. 500 lat.
Został wyśledzony w białowieskim mateczniku pod koniec lat 70. przez Jacka Wysmułka i  to on zgłosił je do wojewódzkiego rejestru drzew pomnikowych, w którym figuruje pod numerem 93.
Drzewo jest w dobrej kondycji, żaden z konarów korony nie jest suchy, a na pniu nie ma ubytków kory.